# Finala Cupei Națiunilor Europene 1960
Finala Euro 1960 a fost un meci disputat între Uniunea Sovietică și Iugoslavia. Meciul a fost câștigat de Uniunea Sovietică cu 2 - 1 după prelungiri.
Patru echipe calificate se întâlnesc în Franța pentru a concura în turneul final al primei Cupe Europene a Națiunilor. În semifinale, URSS elimină Cehoslovacia, iar Iugoslavia, țara gazdă, Franța.
Finala a avut loc pe stadionul Parc des Princes din Paris, fiind urmărit din tribune de 17.966 de spectatori, în condiții de ploaie. Arbitru a fost englezul Arthur Ellis, cel care în 1956 arbitrase prima finală din istorie a Cupei Campionilor Europeni, tot pe Parc des Princes, între Real Madrid și Reims.

## Detalii
| Uniunea Sovietică             | 2 – 1 (a.e.t.) | Iugoslavia |
| ----------------------------- | -------------- | ---------- |
| Metreveli 49' Ponedelnik 113' | Report         | Galić 43'  |

| USSR | Iugoslavia |

| Uniunea Sovietică: |    |                    |
|                    |    |                    |
| GK                 | 1  | Lev Iașin          |
| DF                 | 2  | Givi Hoheli        |
| DF                 | 3  | Anatoli Maslionkin |
| DF                 | 4  | Anatoli Krutikov   |
| MF                 | 5  | Iuri Voinov        |
| MF                 | 6  | Igor Netto         |
| FW                 | 7  | Slava Metreveli    |
| FW                 | 8  | Valentin Ivanov    |
| FW                 | 9  | Viktor Ponedelnik  |
| FW                 | 10 | Valentin Bubukin   |
| FW                 | 11 | Miheil Meshi       |
| Antrenor:          |    |                    |
| Gavriil Kahalin    |    |                    |

| Iugoslavia:                                          |    |                     |
|                                                      |    |                     |
| GK                                                   | 1  | Blagoja Vidinić     |
| DF                                                   | 2  | Vladimir Durković   |
| DF                                                   | 3  | Fahrudin Jusufi     |
| MF                                                   | 4  | Ante Žanetić        |
| MF                                                   | 5  | Jovan Miladinović   |
| MF                                                   | 6  | Željko Perušić      |
| FW                                                   | 7  | Dragoslav Šekularac |
| FW                                                   | 8  | Dražan Jerković     |
| FW                                                   | 9  | Milan Galić         |
| MF                                                   | 10 | Željko Matuš        |
| MF                                                   | 11 | Bora Kostić         |
| Antrenor:                                            |    |                     |
| Aleksandar Tirnanić Ljubomir Lovrić Dragomir Nikolić |    |                     |